# Marjorie van de Bunt
Marjorie van de Bunt est une skieuse de fond handisport néerlandaise, née le 1er juillet 1968 à Reeuwijk. Elle est la seule néerlandaise ayant jamais remporté une médaille aux Jeux paralympiques d'hiver. 
Marjorie van de Bunt est handicapée depuis l’âge de cinq ans au bras gauche. Huit ans plus tard, elle commence le ski de fond et peu de temps après se met au biathlon. Elle a participé à trois éditions des Jeux paralympiques, dans les catégories ski de fond et biathlon, et a remporté au total 10 médailles. Marjorie van de Bunt a arrêté sa carrière sportive depuis.

## Source
- (nl) Cet article est partiellement ou en totalité issu de l’article de Wikipédia en néerlandais intitulé « Marjorie van de Bunt » (voir la liste des auteurs).